# Lịch sử Cộng hòa Nhân dân Trung Hoa
Trong nhiều thập kỷ, trên quan điểm chính trị, Cộng hòa nhân dân Trung Hoa từng được biết đến là một thực thể chính trị đồng nghĩa với Trung Quốc lục địa. Về mặt lịch sử, cái tên đó bao hàm những giai đoạn lịch sử gần đây nhất trong lịch sử Trung Quốc nối tiếp sau các chế độ phong kiến kéo dài hàng nghìn năm và nền Cộng hoà. Kỷ nguyên chính thức khởi đầu tại Trung Quốc vào ngày 1 tháng 10 năm 1949, sau một chiến thắng toàn diện trong Nội chiến Trung Quốc, Mao Trạch Đông tuyên bố thành lập nhà nước Cộng hòa Nhân dân Trung Hoa trên Quảng trường Thiên An Môn. Kỷ nguyên hiện được gọi là Lịch sử Cộng hòa Nhân dân Trung Hoa. Vì thế, giai đoạn lịch sử này kéo dài từ năm 1949 đến hiện nay và bao gồm cả những thập kỷ tranh chấp chính trị, kinh tế và cải cách xã hội, cũng như nhiều phong trào gây ảnh hưởng cả bên trong cũng như trên phạm vi quốc tế.

## Quá độ sang Chủ nghĩa Xã hội của Mao Trạch Đông (1949-1976)

Mao Trạch Đông, chủ tịch thứ nhất của Cộng hòa Nhân dân Trung Hoa

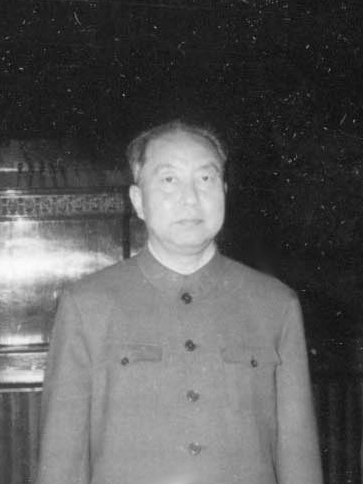
Hoa Quốc Phong, chủ tịch thứ hai của Cộng hòa Nhân dân Trung Hoa

Sau cuộc Nội chiến Trung Quốc (國共内戰) và thắng lợi của các lực lượng Mao Trạch Đông (毛澤東) trước Quốc Dân Đảng (國民黨) của Tưởng Giới Thạch (蔣介石), khiến Tưởng phải bỏ chạy tới Đài Loan(台灣), Mao Trạch Đông tuyên bố thành lập nhà nước Cộng hòa Nhân dân Trung Hoa ngày 1 tháng 10 năm 1949. Mục tiêu đầu tiên của Mao là thay đổi toàn bộ hệ thống sở hữu đất đai và những cuộc cải cách ruộng đất rộng lớn. Hệ thống sở hữu đất theo kiểu chủ đất phong kiến Trung Quốc cũ cùng những người nông dân làm thuê được thay thế bởi một hệ thống phân chia công bằng hơn có chú ý tới những người nông dân nghèo khổ. Mao nhấn mạnh tới cuộc đấu tranh giai cấp, 1953 ông đã thúc đẩy thực hiện nhiều chiến dịch tiêu diệt tầng lớp chủ đất và tư sản cũ. Đầu tư nước ngoài cũng bị bãi bỏ.
Mao Trạch Đông tin rằng chủ nghĩa xã hội sẽ giành chiến thắng trước mọi lý thuyết xã hội khác. Sau thành công của Kế hoạch Năm năm dựa trên khuôn mẫu Xô viết với nền kinh tế quản lý tập trung hóa hoàn toàn, Mao Trạch Đông đưa ra những dự án đầy tham vọng về Đại nhảy vọt năm 1957, bắt đầu một quá trình chưa từng có nhằm tập trung hóa sản xuất tại các vùng nông thôn. Cùng với các vụ thiên tai, sự chấm dứt viện trợ kinh tế từ phía Liên Xô và một hệ thống quản lý sản xuất cực thô sơ, Đại nhảy vọt kết thúc với nạn đói, trong thời gian đó 20 triệu người đã chết vì nạn đói hoặc thiếu ăn. Sự thất bại của Mao với cuộc Đại nhảy vọt khiến ông mất dần quyền lực trong chính phủ, quyền lực rơi vào tay Lưu Thiếu Kỳ và Đặng Tiểu Bình.
Ở thời Mao Trạch Đông, sự thống nhất và chủ quyền của Trung Quốc lần đầu tiên trong khoảng thời gian một thế kỷ đã được đảm bảo, và những sự phát triển hạ tầng, công nghiệp, chăm sóc y tế, cũng như giáo dục, đã làm tăng tiêu chuẩn sống của người dân thường Trung Quốc. các chiến dịch như Đại nhảy vọt và Cách mạng Văn hoá chủ yếu có mục đích thúc đẩy sự phát triển và "thanh lọc" nền văn hoá, dù những hậu quả của hai chiến dịch đó là to lớn cả về kinh tế và con người, chúng vẫn để lại một "nền tảng" cho quá trình xây dựng và phát triển kinh tế về sau này. Các con số thống kê về số người chết do các chiến dịch của Mao Trạch Đông, có nguyên nhân từ các thảm họa thiên nhiên, nạn đói và các hậu quả hỗn loạn chính trị khác trong thời cầm quyền của Tưởng Giới Thạch.
Để củng cố tính chính thống chủ nghĩa xã hội và tiêu diệt các "nhân tố cũ" của Trung Quốc, cùng lúc ấy đạt được một số mục đích chính trị, Mao Trạch Đông đã bắt đầu cho thực hiện Cách mạng Văn hoá năm 1967. Chiến dịch này ảnh hưởng tới mọi mặt đời sống Trung Quốc. Các nhóm Hồng Vệ Binh hàng ngày đi hô khẩu hiệu và kể lại các câu nói của Mao Trạch Đông, cũng như truy quét các "tàn dư lạc hậu" trên các đường phố và nhiều công dân bị coi là phản cách mạng. Giáo dục và vận tải công cộng hầu như bị đình chỉ toàn bộ. Nhiều lãnh đạo chính trị nổi bật gồm cả Lưu Thiếu Kỳ và Đặng Tiểu Bình, bị thanh trừng và bị coi là "những kẻ theo tư bản". Chiến dịch này chỉ hoàn toàn chấm dứt cùng với cái chết của Mao Trạch Đông năm 1976.

## Sự nổi lên của Đặng Tiểu Bình và các cuộc Cải cách Kinh tế (1976-1989)
Cái chết của Mao Trạch Đông kéo theo cuộc đấu tranh giành quyền lực giữa Bè lũ bốn tên, Hoa Quốc Phong, và Đặng Tiểu Bình. Cuối cùng, Đặng Tiểu Bình lên nắm quyền lãnh đạo tối cao Trung Quốc vào năm 1980. Tại phiên họp toàn thể lần thứ ba của Đại hội toàn quốc Đảng cộng sản Trung Quốc lần thứ 11, Đặng Tiểu Bình bắt đầu đưa Trung Quốc theo con đường Cải cách Khai phóng (改革開放), các chính sách này bắt đầu bằng việc phi tập thể hóa nông thôn, tiếp đó là các cải cách trong công nghiệp nhằm mục tiêu giảm quản lý tập trung từ chính phủ trong lĩnh vực này. Về vấn đề di sản của Mao Trạch Đông, Đặng Tiểu Bình đưa ra câu nói nổi tiếng "7 phần tốt, 3 phần xấu", và tránh lên án Mao. Đặng Tiểu Bình bảo vệ ý tưởng về Các đặc khu kinh tế (SEZ's), những vùng cho phép đầu tư nước ngoài được rót trực tiếp mà không bị cản trở hay quản lý từ phía chính phủ, hoạt động dựa trên hệ thống tư bản. Đặng Tiểu Bình nhấn mạnh tầm quan trọng của công nghiệp nhẹ coi đó là bước đệm cần thiết cho việc phát triển những ngành công nghiệp nặng của đất nước.
Những người ủng hộ cải cách đưa ra bằng chứng về sự phát triển ở mức độ cao ở các lĩnh vực tiêu dùng và xuất khẩu của nền kinh tế, sự hình thành một tầng lớp trung lưu thành thị chiếm tới 15% dân số, mức sống cao hơn (thể hiện qua sự tăng trưởng ngoạn mục của mức GDP trên đầu người, chi tiêu tiêu dùng, tuổi thọ, tỷ lệ biết chữ, và tổng mức sản xuất lương thực) và ở mức rộng lớn hơn là các quyền con người và tự do cho người dân thường Trung Quốc, coi đó là minh chứng cho sự thành công của các cuộc cải cách.
Dù tiêu chuẩn cuộc sống đã được cải thiện rõ rệt trong thập kỷ 1980, những cuộc cải cách của Đặng Tiểu Bình vẫn bị chỉ trích rộng rãi. Những người bảo thủ cho rằng một lần nữa Đặng Tiểu Bình lại mở cửa Trung Quốc cho những điều xấu xa từ bên ngoài, và người dân quá thiên về tư duy vật chất, trong khi những người theo chủ trương tự do chỉ trích Đặng Tiểu Bình về lập trường cứng rắn của ông trong lĩnh vực chính trị. Các lực lượng tự do đã bắt đầu bày tỏ thái độ phản kháng bằng nhiều cách khác nhau chống lại thế lực lãnh đạo, và đã dẫn tới Sự kiện Thiên An Môn năm 1989 khiến chính phủ Trung Quốc bị quốc tế lên án. Những chỉ trích về các cuộc cải cách kinh tế, cả trong và ngoài Trung Quốc cho rằng cải cách đã gây ra bất bình đẳng giàu nghèo, ô nhiễm môi trường, tham nhũng tràn lan, thất nghiệp tăng cao, cùng với đó là tình trạng giãn thợ tại các doanh nghiệp nhà nước làm ăn kém hiệu quả cũng như các ảnh hưởng văn hóa xấu khác. Vì thế họ tin rằng văn hóa Trung Hoa đã bị sai lạc, người nghèo trở thành một tầng lớp vô hy vọng bên dưới, và rằng sự ổn định xã hội đang bị đe doạ. Họ cũng tin rằng nhiều cuộc cải cách chính trị, như những động thái chuẩn bị cho những cuộc bầu cử toàn dân, đã không bao giờ trở thành hiện thực. Dù có những quan điểm trái ngược như vậy, hiện nay quan điểm thông thường của người dân với Mao đã có một số cải thiện, ít nhất cũng ở bề ngoài; những hình ảnh về Mao và các chủ đề liên quan tới Mao đã trở thành một thứ mốt, thường được sử dụng trên các mặt hàng mới. Tuy nhiên, con đường hiện đại hóa và tiến tới cải cách kinh tế theo hướng thị trường mà Trung Quốc đã bắt đầu theo đuổi từ đầu thập kỷ 1980 có lẽ không thể đảo ngược. Thậm chí những người chỉ trích những cải cách kinh tế cũng không muốn quay trở lại với cuộc sống hai thập kỷ trước kia, dù sao vẫn cần phải đưa ra một số biện pháp sửa đổi nhằm giảm bớt các ảnh hưởng tiêu cực trên các vấn đề xã hội, một kết quả khác của các cuộc cải cách hiện tại.

## Sự phát triển của quyền lực kinh tế ở thế hệ thứ ba (1989-2002)
Sau vụ Thiên An Môn, Đặng Tiểu Bình rút về hậu trường. Trong khi vẫn nắm quyền kiểm soát tối cao, ông chuyển quyền lực sang thế hệ lãnh đạo thứ ba cho Giang Trạch Dân. Dù bị cấm vận thương mại từ bên ngoài, tăng trưởng kinh tế đã một lần nữa đạt mức cao vào giữa thập niên 1990. Các cải cách kinh tế vi mô của Giang Trạch Dân phát triển hơn nữa học thuyết "Chủ nghĩa xã hội kiểu Trung Quốc" của Đặng Tiểu Bình. Cùng lúc đó, giai đoạn cầm quyền của Giang Trạch Dân cũng là thời gian phát triển của nạn tham nhũng trong mọi lĩnh vực đời sống. Thất nghiệp ở mức cao khi các doanh nghiệp nhà nước kém hiệu quả bị đóng cửa dọn đường cho các liên doanh mới, cả trong nước và nước ngoài, làm ăn hiệu quả hơn. Hệ thống an sinh xã hội kém cỏi trước kia được đặt trước một thử thách thật sự. Giang Trạch Dân cũng chú tâm tới những phát triển khoa học và công nghệ trong lĩnh vực thám hiểm vũ trụ. Để đáp ứng được nhu cầu tiêu thụ của một số dân đông đảo, Đập Tam Hiệp được xây dựng, kéo theo một số lượng đông đảo những kẻ ủng hộ lẫn chỉ trích. Ô nhiễm môi trường đã trở thành một vấn đề nghiêm trọng khi thủ đô Bắc Kinh luôn phải hứng chịu các trận bão cát hậu quả của việc sa mạc hoá.
Thập niên 1990 cũng chứng kiến sự trở lại của hai thuộc địa nước ngoài, Hồng Kông từ tay người Anh năm 1997, và Ma Cao từ Bồ Đào Nha năm 1999. Hồng Kông và Ma Cao tiếp tục được hưởng quyền tự chủ lớn, và có hệ thống kinh tế độc lập của riêng mình. Giang Trạch Dân và Tổng thống Mỹ Bill Clinton đã có những cuộc viếng thăm cấp quốc gia lẫn nhau, nhưng Quan hệ Trung-Mỹ đã nảy sinh nhiều bất đồng lớn trong giai đoạn cuối thập kỷ này. Hoa Kỳ đã ném bom nhầm vào Đại sứ quán Trung Quốc tại Belgrade năm 1999 do các thông tin tình báo sai lệch. Bên trong Hoa Kỳ, Cox Report cho rằng Trung Quốc đã ăn trộm nhiều thông tin quân sự tối mật từ Hoa Kỳ. Và vào năm 2001, một máy bay do thám Hoa Kỳ đã va chạm với một máy bay chiến đấu Trung Quốc, khiến dân chúng nước này tức giận và căm ghét Hoa Kỳ.
Trên lĩnh vực chính trị, Trung Quốc một lần nữa lại bị lên án vì cấm đoán Pháp Luân Công năm 1999. Những người phản kháng của phong trào tinh thần này ngồi im lặng bên ngoài Trung Nam Hải, yêu cầu đối thoại với những nhà lãnh đạo Trung Quốc. Giang Trạch Dân coi đó là sự đe dọa đối với độc quyền chính trị của Đảng Cộng sản Trung Quốc, và đặt ra ngoài vòng pháp luật tất cả mọi nhóm đối lập, trong khi sử dụng các thông tin đại chúng để tuyên truyền rằng đó là sự thờ cúng ma quỷ.

Quốc kỳ Cộng hòa Nhân dân Trung Hoa

Trái lại, các chính sách kinh tế của Thủ tướng Chu Dung Cơ khiến Trung Quốc vẫn giữ được ổn định và phát triển trong cuộc Khủng hoảng tài chính châu Á. Tăng trưởng kinh tế đạt mức bình quân 8% một năm, giảm sút năm 1998 do hậu quả những trận lũ lụt tại sông Dương Tử. Sau một thập kỷ đàm phán, cuối cùng Trung Quốc đã được chấp nhận gia nhập Tổ chức Thương mại Thế giới. Tiêu chuẩn sống của người dân đã được cải thiện nhiều với sự tái xuất hiện của tầng lớp trung lưu, dù hố chênh lệch giữa nông thôn và thành thị vẫn còn là vấn đề. Sự chênh lệch giàu nghèo giữa phía Đông và phía Tây tiếp tục nới rộng, buộc chính phủ phải đưa ra chương trình "phát triển phía Tây", với các dự án đầy tham vọng như Đường sắt Thanh Hải-Tây Tạng. Chi phí giáo dục đang ở mức cao hơn bao giờ hết. Tham nhũng tiếp tục lan tràn dù các chiến dịch chống tham nhũng của Thủ tướng Chu Dung Cơ đã tuyên án tử hình nhiều quan chức.

## Cộng hòa Nhân dân Trung Hoa (2002-2013)

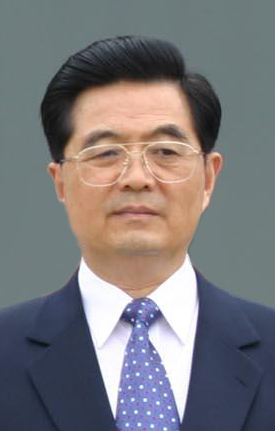
Hồ Cẩm Đào, chủ tịch từ năm 2002 đến năm 2013 của CHNDTH

Cuộc khủng hoảng lớn nhất tầng lớp lãnh đạo mới của Trung Quốc do Hồ Cẩm Đào lãnh đạo phải đối mặt trong thế kỷ 21 là vấn đề về sức khỏe cộng đồng với đại dịch SARS. Lập trường của Trung Quốc trong cuộc chiến chống khủng bố khiến nước này trở nên gần gũi hơn với Hoa Kỳ, nhưng đã bị chỉ trích khi đàn áp những người theo chủ nghĩa ly khai tại Tân Cương. Kinh tế tiếp tục tăng trưởng ở mức hai con số và sự phát triển tại các vùng nông thôn đã trở thành mục tiêu quan trọng của chính phủ. Kiểm duyệt thông tin và vị thế chính trị cũng như tương lai Đài Loan vẫn còn chưa chắc chắn. Kinh tế tiếp tục tăng trưởng khi Hồng Kông và Thượng Hải ngày càng mở rộng và Bắc Kinh tổ chức thành công Thế vận hội Mùa hè 2008.

## Cộng hòa Nhân dân Trung Hoa hiện nay (2013-hiện nay)

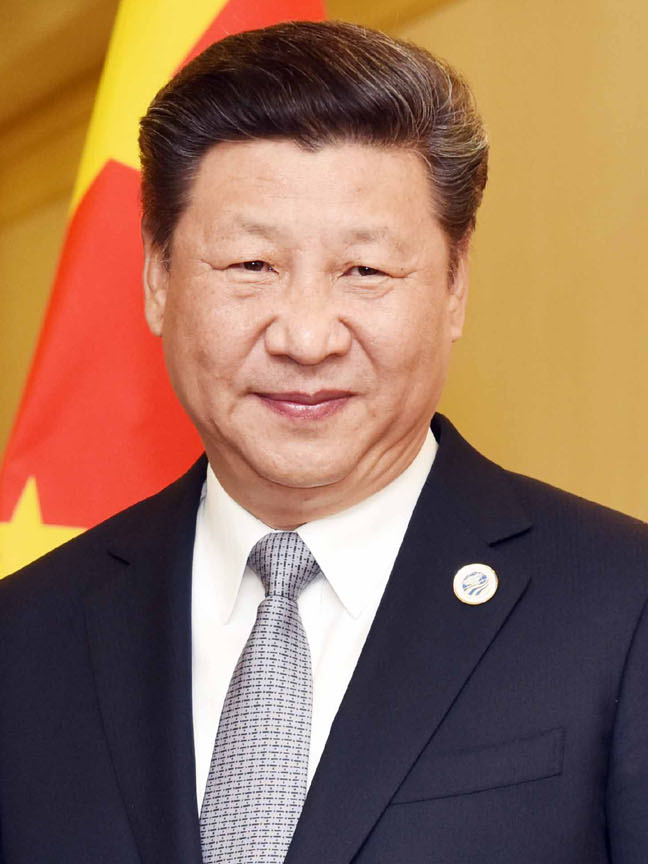
Tập Cận Bình, chủ tịch từ năm 2013 đến nay của CHNDTH

Ngày 15 tháng 11 năm 2012, Ban Chấp hành Trung ương Đảng Cộng sản Trung Quốc khóa 18 đã tiến hành phiên họp đầu tiên sau đại hội Đảng Cộng sản lần thứ 18 và quyết định bầu Tập Cận Bình làm Tổng Bí thư BCH Trung ương Đảng Cộng sản Trung Quốc, Chủ tịch Quân ủy Trung ương Trung Quốc. Ngày 14 tháng 3 năm 2013, ông được bầu làm Chủ tịch nước Cộng hòa Nhân dân Trung Hoa, kết thúc quá trình chuyển giao quyền lực ở quốc gia đông dân nhất thế giới.
Tập Cận Bình là người ủng hộ phát triển kinh tế thị trường, nhưng khá thận trọng về cải cách chính trị; phát triển Trung Quốc với việc duy trì sự lãnh đạo của đảng cộng sản và việc cần thiết duy trì ổn định xã hội. Quan điểm chung của Tập Cận Bình về người làm "quan" là: "Mỗi cán bộ chính quyền cần phải luôn luôn ghi nhớ: quyền lực của chính quyền nhân dân bắt nguồn từ nhân dân, phải đại biểu cho lợi ích của nhân dân, phải vì nhân dân mưu lợi ích".
Chiến dịch cải cách chống tham nhũng mang tên "Đả hồ diệt ruồi" do Chủ tịch Tập Cận Bình phát động nhận được khen ngợi của nhân dân Trung Hoa, nhưng do các lực cản từ khủng hoảng kinh tế nên uy tín chính trị của Tập Cận Bình đang bị thách thức.
Tới đầu thế kỷ 21, với trên 1,3 tỷ dân, Cộng hòa Nhân dân Trung Hoa đã trở thành một nhân tố quan trọng trong tương lai thế giới. Năm 2015, Trung Quốc đã vượt Hoa Kỳ để trở thành nền kinh tế lớn nhất thế giới tính theo sức mua tương đương. Nước này đang tiếp tục theo đuổi Giấc mộng Trung Quốc, mục tiêu là trở thành siêu cường số 1 thế giới, giành lại địa vị mà văn minh Trung Hoa từng có được trong quá khứ.